# توماس سي. باريت
توماس سي. باريت هو محامي وسياسي أمريكي، ولد في 30 مارس 1860 في ناكوغدوشس في الولايات المتحدة، وتوفي في 17 مارس 1922. نشط حزبياً في الحزب الديمقراطي. وقد انتخب نائب حاكم لويزيانا ‏.